# El Huitusi
El Huitusi är en ort i Mexiko.   Den ligger i kommunen Guasave och delstaten Sinaloa, i den västra delen av landet, 1 200 km nordväst om huvudstaden Mexico City. El Huitusi ligger 7 meter över havet och antalet invånare är 2 286.
Terrängen runt El Huitusi är huvudsakligen platt, men västerut är den kuperad. Havet är nära El Huitusi åt sydväst. Runt El Huitusi är det ganska tätbefolkat, med 100 invånare per kvadratkilometer. El Huitusi är det största samhället i trakten. 